# St-Saturnin (Bouriège)

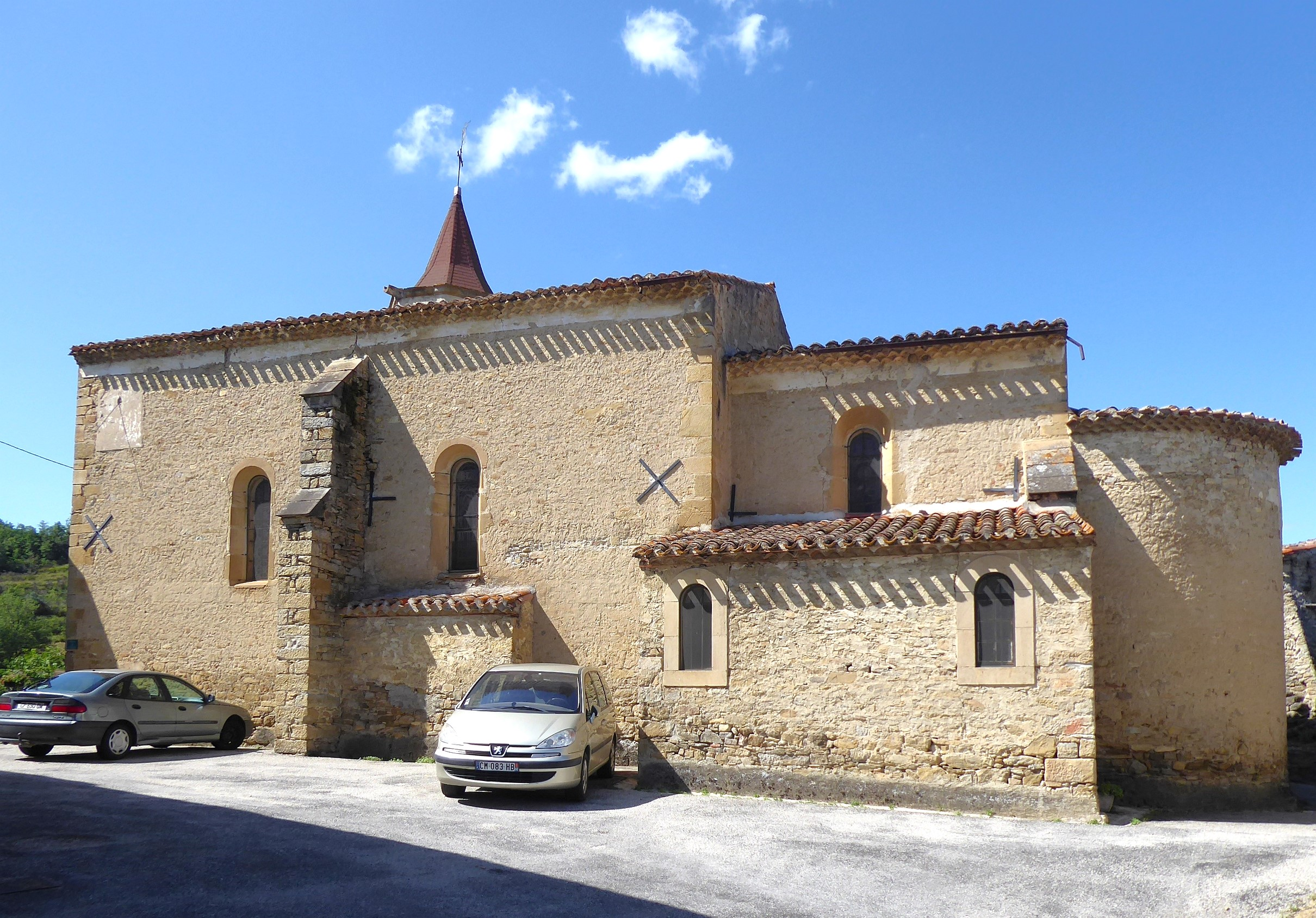
Bouriège, Kirche St-Saturnin

St-Saturnin ist eine römisch-katholische Kirche in Bouriège im Département Aude in Frankreich.

## Geschichte
Die dem heiligen Saturninus von Toulouse geweihte Kirche wurde im Stil der Romanik errichtet und geht vermutlich auf das 12. Jahrhundert zurück. Sie entspricht unter Weglassung des Westturms einer vollständigen Anlage einer romanischen Dorfkirche mit einschiffigem Langhaus mit anschließendem eingezogenem Chor, der im Osten mit einer Halbkreis-Apsis schließt. Die Ersterwähnung des Ortes Bouriège erfolgte 1286 und die Kirche war möglicherweise ursprünglich dem heiligen Johannes geweiht.
1878 wurde die Kirche, die sich in einem sehr schlechten Zustand befand, einer grundlegenden Renovierung unterzogen und der Kirchturm auf achteckigem Grundriss im Norden des Langhauses hinzugefügt.

## Ausstattung
In der Kirche sind als Monument historique eingestuft:
- Kelch, Silver vergoldet, 1. Hälfte des 19. Jahrhunderts[3]
- Weihwasserbecken, 4. Hälfte des 16. Jahrhunderts[4]